# Mandana Seyfeddinipur

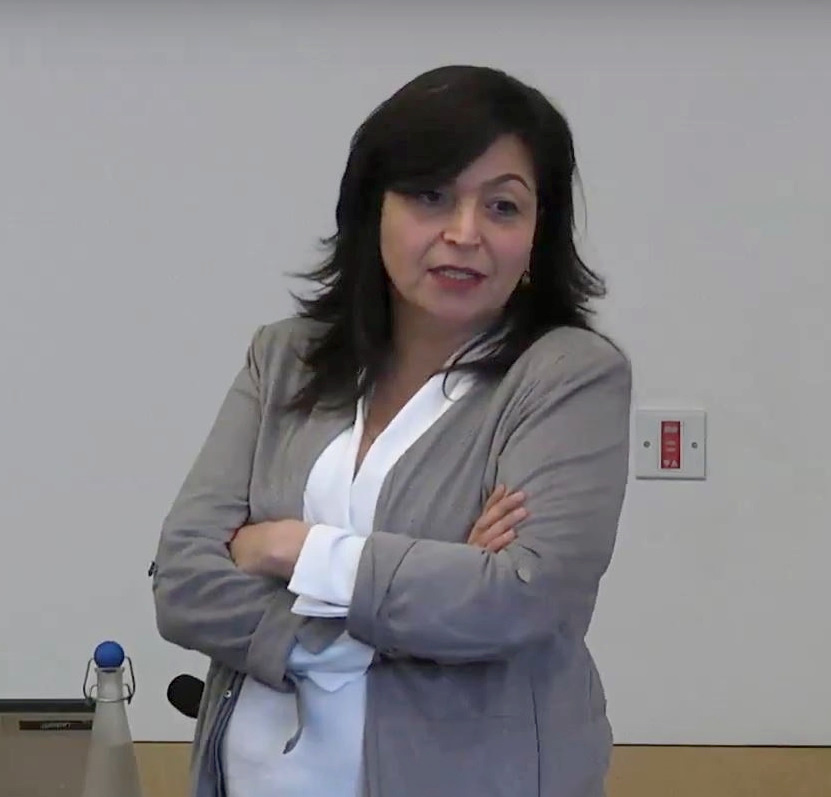
Mandana Seyfeddinipur (2017)

Mandana Seyfeddinipur (* 1967) ist eine iranische Linguistin. Seyfeddinipur arbeitet an der School of Oriental and African Studies in London und leitet seit 2014 das Endangered Languages Archive.

## Leben
Seyfeddinipur wuchs in Mainz als Tochter iranischer Einwanderer auf. Nach ihrer Schulausbildung studierte Mandana Seyfeddinipur unter anderem Linguistik und Persische Studien an der Freien Universität in Berlin, sie schloss das Studium mit einem Magister ab. Anschließend promovierte sie von 2000 bis 2005 am Max-Planck-Institut für Psycholinguistik in Nijmegen, ihre Dissertation trug den Titel Disfluency: Interrupting speech and gesture (über koordinierte kognitive Prozesse zwischen Wort und Bewegung).
Anschließend arbeitete sie als Postdoc von 2007 bis 2010 an der Stanford University. Nach einem erneuten kurzen Aufenthalt am Max-Planck-Institut wechselte Seyfeddinipur 2010 zur School of Oriental and African Studies (SOAS) der University of London und übernahm dort die Leitung des Endangered Languages Documentation Programme, das seit 2002 Förderungen zur Dokumentation bedrohter Sprachen weltweit vergibt, finanziert durch die private Stiftung Arcadia.
Seit 2014 leitet sie das Endangered Languages Archive (ELAR), das sich mit der digitalen Präservation bedrohter Sprachen beschäftigt und digitale Sammlungen bedrohter Sprachen weltweit digital zugänglich macht. Das ELAR ist 2021 „wegen der Auswirkungen des Brexits auf das Programm“ nach Berlin umgezogen. Als Expertin in den Bereichen des Sprachgebrauchs, der Multimodalität und digitaler Technologie zur Dokumentation bildet sie Wissenschaftlerinnen und Wissenschaftler aus, multimediale Sammlungen bedrohter Sprachen zu entwickeln. Das Material wird auf der Website des Archivs kostenlos zur Verfügung gestellt.
Seyfeddinipur lehrt im Bereich der sinnbildlichen Sprache (Visual Mode of Language), der Nutzung von Videos bei der Feldforschung vom Aussterben bedrohter Sprachen, Sprachpsychologie und Sprachnutzung. Ihr Forschungsinteresse richtet sich vor allem auf (audiovisuelle) Sprachdokumentation, kulturellen und sprachliche Vielfalt in der Sprachnutzung, Psycholinguistik und Sprachproduktion.

## Werke

### Monographien
- Disfluency: Interrupting speech and gesture. Nijmegen: MPI-Series in Psycholinguistics; 2006. (Dissertation)

### Artikel
- mit Dale Barr: The role of fillers in listener attributions for speaker disfluency, in: Language and Cognitive Processes, (25), Seiten 441–455; 2010.

- mit Sotaro Kita und Peter Indefrey: How speakers interrupt themselves in managing problems in speaking: Evidence from self-repairs, in: Cognition, (108) 3, Seiten 837–842; 2008.

- mit Sotaro Kita: Gestures and speech disfluencies, in: Proceedings of the 27th Conference of the Berkeley Linguistic Society, (BLS) Berkeley, February 2001.; 2003.

- mit Sotaro Kita: Gesture as an indicator of early error detection in self-monitoring of speech, in: Proceedings of the ISCA (International Speech Communication Association) Tutorial and Research Workshop. DiSS’01:Disfluency in spontaneous speech’ University of Edinburgh, Scotland; 2001.

### Weiteres
- mit Marianne Gullberg: From gesture in conversation to visible action as utterance. Amsterdam: Benjamins; 2014.
- Reasons for Documenting Gestures and Suggestions for How to Go About It. In: Nicholas Thieberger (Hrsg.), The Oxford Handbook of Linguistic Fieldwork. Oxford: Oxford University Press; 2011.
- Meta-discursive gestures from Iran: Some uses of the ‘Pistolhand’, in: Cornelia Mueller und Roland Posner (Hrsg.). The Semantics and Pragmatics of Everyday Gestures: Proceedings of the Berlin Conference April 1998. Berlin: Weidler Verlag; 2004.
- mit Sotaro Kita: Gestures and repairs in speech, in: Christian Cavé, Isabelle Guaïtella und Serge Santi (Hrsg.): Oralité et Gestualité. Interactions et comportements multimodaux dans la communication. Actes du colloque ORAGE 2001. Paris: l’Harmattan, Seiten 266–279; 2001.